# Herresbach (Königswinter)
Herresbach ist ein Ortsteil der Stadt Königswinter im nordrhein-westfälischen Rhein-Sieg-Kreis. Er gehört zum Stadtteil Oberpleis.

## Geographie
Der Weiler Herresbach liegt im Pleiser Hügelland auf etwa 135 m ü. NHN im Pleisbachtal und schließt sich südöstlich entlang der Herresbacher Straße an Oberpleis an. Der Pleisbach nimmt innerhalb des Ortes als rechten Zufluss den Igelsbach auf. Herresbach wird von den sich unmittelbar südlich des Ortes kreuzenden Landesstraßen 268 (Uckerath–Oberpleis–Oberdollendorf) und 143 (Aegidienberg–Oberpleis–Niederpleis–Troisdorf) umrandet. Der größere, südliche Teil des Ortes liegt in der Gemarkung Berghausen, der kleinere und nördliche Teil in der Gemarkung Oberpleis. Zu den nächstgelegenen Ortschaften gehören neben Oberpleis im Nordwesten Frohnhardt im Nordosten, Sandscheid im Osten, Berghausen im Südosten und Dahlhausen im Süden.

## Geschichte
Herresbach gehörte bis Anfang des 19. Jahrhunderts zum Kirchspiel Oberpleis im bergischen Amt Blankenberg. Nach Auflösung des Herzogtums Berg im Jahre 1806 war Herresbach verwaltungsmäßig der Bürgermeisterei Oberpleis (bis 1813 Mairie Oberpleis) zugeordnet und gehörte innerhalb dieser ab 1845/46 zur neu gebildeten Gemeinde Oberpleis. Im Rahmen von Volkszählungen in der ersten Hälfte des 19. Jahrhunderts war die Ortschaft mindestens bis 1843 als Hof verzeichnet.
Ab dem 21. Februar 1894 bildete Herresbach den Endpunkt der Bröltalbahn auf dem Streckenabschnitt Oberpleis–Herresbach. Am 1. Oktober 1902 folgte die Verlängerung der Strecke von Herresbach aus in südlicher Richtung bis nach Rostingen. 20. Mai 1951 wurde die Bröltalbahn auf dem Abschnitt Oberpleis–Rostingen und für den Güterverkehr auf dem Abschnitt Oberpleis–Nonnenberg am 1. Februar 1956 wieder eingestellt. An den ehemaligen Bahnhof der Bröltalbahn erinnert in Herresbach der Straßenname Am Herresbacher Bahnhof.
Herresbach wird heute in Folge seines Zusammenwachsens mit Oberpleis von der Stadt Königswinter nicht mehr als eigenständig benannter Ortsteil ausgewiesen.
Einwohnerentwicklung
| Jahr | Einwohner |
| ---- | --------- |
| 1816 | 52        |
| 1828 | 57        |
| 1843 | 66        |
| 1885 | 78        |
| 1905 | 93        |

## Sehenswürdigkeiten

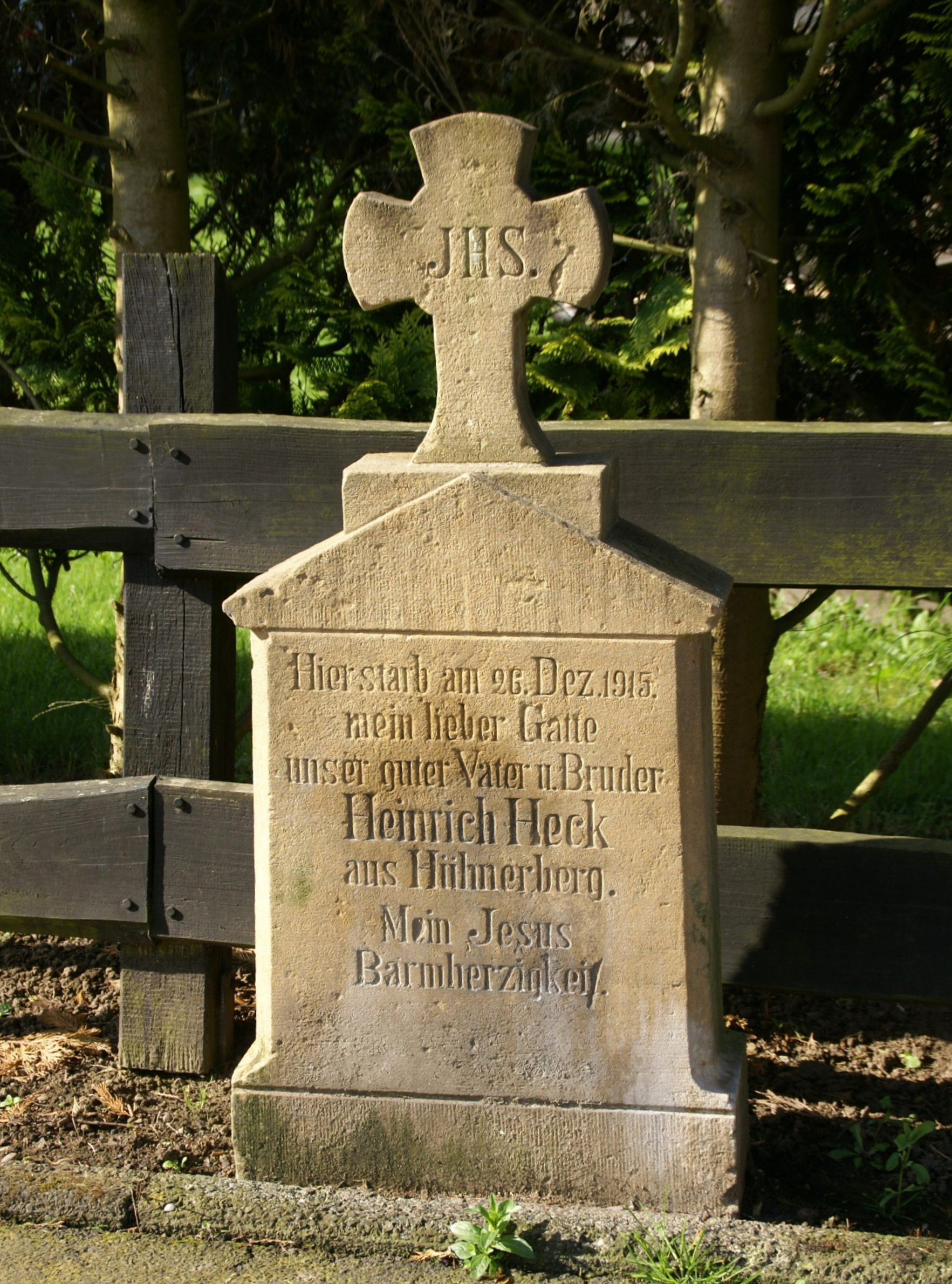
Wegekreuz Herresbacher Straße/Nonnenberger Straße (2014)

Als Baudenkmal unter Denkmalschutz steht ein Wegekreuz aus dem Jahre 1915 an der Ecke Nonnenberger Straße/Herresbacher Straße. Es handelt sich um ein Gedenkkreuz aus Sandstein, das zu Ehren eines an dieser Stelle Verstorbenen aus Hühnerberg errichtet wurde.